# Avon (Utah)
Avon é uma Região censo-designada localizada no estado norte-americano de Utah, no Condado de Cache.

## Demografia
Segundo o censo norte-americano de 2000, a sua população era de 306 habitantes.

## Geografia
De acordo com o United States Census Bureau tem uma área de 
18,9 km², dos quais 18,9 km² cobertos por terra e 0,0 km² cobertos por água.

## Localidades na vizinhança
O diagrama seguinte representa as localidades num raio de 16 km ao redor de Avon. 